# Xylotrechus hypoleucus
Xylotrechus hypoleucus es una especie de insecto coleóptero de la familia Cerambycidae. Estos longicornios son endémicos de las islas Aru (Indonesia).
Mide unos 16,8 mm.